# Neustädtische Kirche (Gumbinnen)
Die Gumbinner Neustädtische Kirche (auch: Reformierte Kirche) war vom 18. Jahrhundert bis 1944 Gotteshaus für die in Gumbinnen und Umgebung lebenden deutschen und französischen sowie schweizerischen reformierten Gemeindeglieder in der einstigen Kreisstadt und heute Gussew genannten Rajonshauptstadt in der russischen Oblast Kaliningrad (Gebiet Königsberg (Preußen)).

## Geographische Lage
Das heutige Gussew liegt im östlichen Teil der Oblast Kaliningrad an der ehemaligen deutschen Reichsstraße 1, der heutigen russischen Fernstraße A 229 und Europastraße 28. Die Stadt ist Bahnstation an der einstigen Preußischen Ostbahn mit der Bahnstrecke Kaliningrad–Nesterow (Königsberg–Stallupönen/Ebenrode) zur Weiterfahrt nach Moskau.
Die Neustädtische Kirche stand im südwestlichen Teil der Stadt an der einst Königstraße genannten jetzigen Uliza Pobedy. Der genaue Standort ist nicht mehr erkennbar.

## Kirchengebäude
Zahlreiche Kolonisten aus den reformierten Gebieten der Schweiz und Frankreichs sowie aus Nassau und der Pfalz, die zu Beginn des 18. Jahrhunderts in Gumbinnen eine neue Heimat gefunden hatten, feierten zunächst ihre Gottesdienste in einem Brauhaus. Als 1732 noch viele vertriebene Salzburger Exulanten hierher kamen und sich ebenfalls ansiedelten, reiften die Pläne zum Bau einer eigenen reformierten Kirche. Zwischen 1736 und 1739 wurde sie nach dem Entwurf des Joachim Ludwig Schultheiß von Unfriedt errichtet.
Es entstand ein verputzter Ziegelsteinbau auf kreuzförmigem Grundriss. Der vorgesetzte Turm wurde nie vollendet. Der gewölbte Innenraum war geschickt gegliedert, im Übrigen einfach und mit seitlichen tiefen Emporen. Zur Kanzel an der Ostwand führte eine Doppeltreppe, unter ihr stand – reformierter Tradition entsprechend – lediglich ein schlichter Tisch als Altar. Die Innenausmalung wurde 1912 erneuert.
Im Jahre 1760 erhielt die Kirche eine Orgel aus der Werkstatt des  Königsberger Orgelbaumeisters Adam Gottlob Casparini. Sie hatte 20 Register auf einem Manual uns Pedal. 1903 erbaute Bruno Goebel aus Königsberg ein neues Instrument in das historische Casparini-Gehäuse. Es war sein Opus 209 und verfügte über 18 Register auf zwei Manualen und Pedal.
Das Geläut bestand aus drei Glocken, deren Weihe 1744 stattfand. Zwei wurden im Zweiten Weltkrieg eingeschmolzen; eine „überlebte“ auf dem Hamburger Glockenfriedhof und fand Einzug in die Großwolder Kirche im ostfriesischen Westoverledingen.
Bei Kriegshandlungen wurde die Kirche 1944 zerstört. Die restlichen Ruinenmauern wurden nach 1985 abgeräumt.

## Kirchengemeinde
Im Jahre 1732 wurde in Gumbinnen eine evangelisch-reformierte Gemeinde gegründet. Schon seit 1714 taten hier Geistliche ihren Dienst. Zwei Pfarrer  betreuten anfangs jeweils die deutsch-reformierte bzw. französisch-reformierte Gemeinde, deren Gesamtgemeindegliederzahl bis 1925 auf mehr als 3800 anstieg. Die Gemeinde gehörte bis 1945 zur Kirchenprovinz Ostpreußen der Kirche der Altpreußischen Union, war aber nicht wie die lutherisch orientierte Altstädtische Kirche mit der  Salzburger Kirche dem Kirchenkreis Gumbinnen zugeordnet, sondern war Teil des besonderen reformierten Kirchenkreises Ost- und Westpreußens, der seinen Sitz in Königsberg (Preußen) hatte.
Die Flucht und Vertreibung der einheimischen Bevölkerung in Kriegsfolge sowie die antikirchliche Religionspolitik der Sowjetunion machten das kirchliche Leben auch der reformierten Gemeinde in der jetzt Gussew genannten Stadt zunichte.   
Erst in den 1990er Jahren konnte sich in der Stadt eine neue evangelisch-lutherische Gemeinde bilden, die 1995 wieder in den Besitz der restaurierten Salzburger Kirche kam. Sie ist jetzt Gottesdienststätte beider Konfessionen der zumeist aus Russlanddeutschen bestehenden Gemeinde. Diese nun ist Pfarrsitz und umfasst mit ihrem Kirchspiel die ganze östliche Oblast Kaliningrad. Sie gehört zur Propstei Kaliningrad (Königsberg) der Evangelisch-lutherischen Kirche Europäisches Russland.

### Kirchspiel
Zum Kirchspiel der Neustädtischen Kirche gehörten vor 1945 nicht nur die reformierten Kirchenglieder der Stadt Gumbinnen, sondern auch die in den umliegenden Orten, unter ihnen mit besonders hoher reformierter Gemeindegliederzahl: Grünweitschen (1938 bis 1946: Grünweiden, nicht mehr existent), Kulligkehmen (1938 bis 1946: Ohldorf (Ostpr.), russisch: Lipowo), Nestonkehmen (1938 bis 1946: Schweizertal, russisch: Woronowo, nicht mehr existent), Pakullauken und Perkallen (1938 bis 1946: Husarenberg, beide nicht mehr existent), Pruszischken (1938 bis 1946: Preußendorf, russisch: Brjanskoje) und Sadweitschen (1938 bis 1946: Altkrug, russisch: Perwomaiskoje).

### Pfarrer
An der Neustädtischen reformierten Kirche Gumbinnens amtierten als Geistliche – unter ihnen in der zweiten Hälfte des 19. Jahrhunderts zahlreiche Hilfsprediger:
- Heinrich Wasmuth, 1714–1755
- Friedrich Wilhelm Kühn, 1747–1749
- Johann Gerhard Krulle, 1749–1799
- Johann Heinrich Müller, 1801–1818
- Karl Friedrich Kramer, 1819–1848
- Johann Wilhelm Muttray, 1848–1861[11]
- Wilhelm Hermann Buchholz, 1862–1875
- Richard Adalbert Wilhelm Schinck, 1875–1908
- Friedrich Wilhelm Bock, 1891–1892
- Friedrich Otto Kowalewski, 1895–1896
- Paul Friedrich Bruno Ebner, 1896–1897
- Friedrich Heski, 1899–1900
- Adolf Johann Wilhelm Alexander Hoese, 1902
- Emil John, 1902–1903
- Kurt Knorr, 1903–1910
- Georg Max Lehmann, bis 1910
- Franz Theodor Liedtke, 1908–1913
- Leopold Emil Schröder, 1909–1934
- Walter Stutzke, 1914
- Bruno Moritz, 1934–1945

Reformierte Pfarrer:
- Jean Pierre Remy, 1731–1736
- Jean Jaques Audouy, 1738–1763
- Jean Pet. Chr. Rocholl, 1763–1777
- Johann Gerhard Krulle, 1777–1779
- Johann Ernst Lüls, 1779–1798
- Johann Heinrich Müller, 1799–1801
- Philipp Gottfried Bierbrauer, 1801–1807
- Franz Leopold Gossauner, 1807–1808

### Kirchenbücher
Von den Kirchenbüchern der Neustädtischen Gemeinde haben sich erhalten und werden bei der Deutschen Zentralstelle für Genealogie in Leipzig aufbewahrt:
- Taufen: Stadt = 1731 bis 1818, Stadt und Land = 1845 bis 1847, Deutsch-reformiert = 1714 bis 1735, französisch-reformiert = 1731 bis 1736 und 1752 bis 1808
- Trauungen: 1800 bis 1819 und 1845 bis 1847, französisch-reformiert = 1731 bis 1808
- Begräbnisse: Stadt = 1714 bis 1818 und 1845 bis 1847, Land = 1786 bis 1818.

## Verweise
1. 1 2  Gumbinnen bei GenWiki
2. ↑  Neustädtische/Reformierte Kirche Gumbinnen
3. ↑  Walther Hubatsch, Geschichte der evangelischen Kirche Ostpreußens, Band 2: Bilder ostpreussischer Kirchen, Göttingen, 1968, S. 98, Abb. 417–418
4. ↑  Die Neustädtische Kirche, etwa 1930
5. ↑  Werner Renkewitz, Jan Janca, Hermann Fischer: Geschichte der Orgelbaukunst in Ost- und Westpreußen. Band II, 1: Mosengel, Caspari, Casparini. Pape Verlag, Berlin 2008, S. 397–400.
6. ↑  Werner Renkewitz, Jan Janca, Hermann Fischer: Geschichte der Orgelbaukunst in Ost- und Westpreußen. Band II, 2: Von Johann Preuß bis E. Kemper & Sohn, Lübeck/Bartenstein. Siebenquart Verlag, Köln 2015, S. 490 (Werkverzeichnis Bruno Goebel).
7. ↑  Verlorene Gebäude in Gumbinnen
8. 1 2  Walther Hubatsch, Geschichte der evangelischen Kirche Ostpreußens, Band 3: Dokumente, Göttingen, 1968, S. 508
9. 1 2  Friedwald Moeller, Altpreußisches evangelisches Pfarrerbuch von der Reformation bis zur Vertreibung im Jahre 1945, Hamburg, 1968, S. 232
10. ↑  Evangelisch-lutherische Propstei Kaliningrad (Memento des Originals vom 29. August 2011 im Internet Archive)  Info: Der Archivlink wurde automatisch eingesetzt und noch nicht geprüft. Bitte prüfe Original- und Archivlink gemäß Anleitung und entferne dann diesen Hinweis.
11. ↑  Muttray († 1892) war Angehöriger des Corps Littuania. Von Gumbinnen kam er an die Kirche Judtschen.